# Amaro destino
Amaro destino (House of Strangers) è un film del 1949 diretto da Joseph L. Mankiewicz, presentato in concorso al 3º Festival di Cannes.
È ispirato al romanzo I'll Never Go There Anymore scritto da Jerome Weidman nel 1941.

## Trama
Gino, aiutante barbiere, riesce a compiere una scalata al successo che lo porta a capo di un’onoratissima banca.  Ha quattro figli maschi che tratta come  sudditi non certamente in maniera affettuosa tranne Max che a differenza degli altri che lavorano nella banca del padre svolge la professione di avvocato E proprio svolgendo tale professione incontra quella che sarà la sua donna  . Intanto Gino Minetti  colpito da uno scandalo, si ritrova a dover chiedere aiuto ai figli che lo abbandonano quasi tutti: l’unico a immolarsi è Max, che nel tentativo di salvare il genitore si ritrova in galera per sette anni. E sarà il padre stesso a rivelargli la crudele realtà: a incastrarlo è stato uno dei fratelli invidiosi. A questo punto Max mediterà la vendetta .Il finale    è ricco di colpi di scena  

## Riconoscimenti
Festival di Cannes 1949: miglior interpretazione maschile a Edward G. Robinson.